# Selección de fútbol de las Maldivas
La selección de fútbol de las Maldivas (maldivo: ދިވެހިރާއްޖޭ ގައުމީ ފުޓްބޯލް ޓީމް) está a cargo de la Asociación de Fútbol de las Maldivas, perteneciente a la AFC y a la FIFA.
Tras disputar su primer partido en 1979, su mayor logró se dio en 2008, cuando se proclamó campeón del Campeonato de la Federación de Fútbol del Sur de Asia. En ese mismo torneo ha obtenido tres subcampeonatos y un tercer puesto. En el marco de la Copa Desafío de la AFC, obtuvo la tercera colocación como organizador en 2014.

## Estadísticas

### Copa Mundial de Fútbol
| Copa Mundial de Fútbol | Copa Mundial de Fútbol  | Copa Mundial de Fútbol  | Copa Mundial de Fútbol  | Copa Mundial de Fútbol  | Copa Mundial de Fútbol  | Copa Mundial de Fútbol  | Copa Mundial de Fútbol  |
| Año                    | Ronda                   | J                       | G                       | E                       | P                       | GF                      | GC                      |
| ---------------------- | ----------------------- | ----------------------- | ----------------------- | ----------------------- | ----------------------- | ----------------------- | ----------------------- |
| 1930 - 1978            | No existía la selección | No existía la selección | No existía la selección | No existía la selección | No existía la selección | No existía la selección | No existía la selección |
| 1982                   | No participó            | No participó            | No participó            | No participó            | No participó            | No participó            | No participó            |
| 1986                   | No participó            | No participó            | No participó            | No participó            | No participó            | No participó            | No participó            |
| 1990                   | Se retiró               | Se retiró               | Se retiró               | Se retiró               | Se retiró               | Se retiró               | Se retiró               |
| 1994                   | No participó            | No participó            | No participó            | No participó            | No participó            | No participó            | No participó            |
| 1998                   | No clasificó            | No clasificó            | No clasificó            | No clasificó            | No clasificó            | No clasificó            | No clasificó            |
| 2002                   | No clasificó            | No clasificó            | No clasificó            | No clasificó            | No clasificó            | No clasificó            | No clasificó            |
| 2006                   | No clasificó            | No clasificó            | No clasificó            | No clasificó            | No clasificó            | No clasificó            | No clasificó            |
| 2010                   | No clasificó            | No clasificó            | No clasificó            | No clasificó            | No clasificó            | No clasificó            | No clasificó            |
| 2014                   | No clasificó            | No clasificó            | No clasificó            | No clasificó            | No clasificó            | No clasificó            | No clasificó            |
| 2018                   | No clasificó            | No clasificó            | No clasificó            | No clasificó            | No clasificó            | No clasificó            | No clasificó            |
| 2022                   | No clasificó            | No clasificó            | No clasificó            | No clasificó            | No clasificó            | No clasificó            | No clasificó            |
| 2026                   | No clasificó            | No clasificó            | No clasificó            | No clasificó            | No clasificó            | No clasificó            | No clasificó            |
| Total                  | 0/23                    | -                       | -                       | -                       | -                       | -                       | -                       |

### Copa Asiática
| Copa Asiática | Copa Asiática           | Copa Asiática           | Copa Asiática           | Copa Asiática           | Copa Asiática           | Copa Asiática           | Copa Asiática           |
| Año           | Ronda                   | J                       | G                       | E                       | P                       | GF                      | GC                      |
| ------------- | ----------------------- | ----------------------- | ----------------------- | ----------------------- | ----------------------- | ----------------------- | ----------------------- |
| 1956 - 1972   | No existía la selección | No existía la selección | No existía la selección | No existía la selección | No existía la selección | No existía la selección | No existía la selección |
| 1976 - 1988   | No participó            | No participó            | No participó            | No participó            | No participó            | No participó            | No participó            |
| 1992          | Se retiró               | Se retiró               | Se retiró               | Se retiró               | Se retiró               | Se retiró               | Se retiró               |
| 1996          | No clasificó            | No clasificó            | No clasificó            | No clasificó            | No clasificó            | No clasificó            | No clasificó            |
| 2000          | No clasificó            | No clasificó            | No clasificó            | No clasificó            | No clasificó            | No clasificó            | No clasificó            |
| 2004          | No clasificó            | No clasificó            | No clasificó            | No clasificó            | No clasificó            | No clasificó            | No clasificó            |
| 2007          | No participó            | No participó            | No participó            | No participó            | No participó            | No participó            | No participó            |
| 2011          | No clasificó            | No clasificó            | No clasificó            | No clasificó            | No clasificó            | No clasificó            | No clasificó            |
| 2015          | No clasificó            | No clasificó            | No clasificó            | No clasificó            | No clasificó            | No clasificó            | No clasificó            |
| 2019          | No clasificó            | No clasificó            | No clasificó            | No clasificó            | No clasificó            | No clasificó            | No clasificó            |
| 2023          | No clasificó            | No clasificó            | No clasificó            | No clasificó            | No clasificó            | No clasificó            | No clasificó            |
| Total         | 0/18                    | -                       | -                       | -                       | -                       | -                       | -                       |

## Torneos regionales

### Campeonato de la SAFF
| Campeonato de la SAFF | Campeonato de la SAFF | Campeonato de la SAFF | Campeonato de la SAFF | Campeonato de la SAFF | Campeonato de la SAFF | Campeonato de la SAFF | Campeonato de la SAFF |
| Año                   | Ronda                 | J                     | G                     | E                     | P                     | GF                    | GC                    |
| --------------------- | --------------------- | --------------------- | --------------------- | --------------------- | --------------------- | --------------------- | --------------------- |
| 1993                  | No participó          | No participó          | No participó          | No participó          | No participó          | No participó          | No participó          |
| 1995                  | Se retiró             | Se retiró             | Se retiró             | Se retiró             | Se retiró             | Se retiró             | Se retiró             |
| 1997                  | Subcampeón            | 4                     | 1                     | 2                     | 1                     | 6                     | 9                     |
| 1999                  | Tercer lugar          | 4                     | 2                     | 1                     | 1                     | 6                     | 4                     |
| 2003                  | Subcampeón            | 5                     | 3                     | 1                     | 1                     | 11                    | 4                     |
| 2005                  | Semifinales           | 4                     | 2                     | 1                     | 1                     | 11                    | 2                     |
| 2008                  | Campeón               | 5                     | 4                     | 0                     | 1                     | 8                     | 2                     |
| 2009                  | Subcampeón            | 5                     | 3                     | 2                     | 0                     | 11                    | 3                     |
| 2011                  | Semifinales           | 4                     | 1                     | 2                     | 1                     | 5                     | 5                     |
| 2013                  | Semifinales           | 4                     | 2                     | 1                     | 1                     | 18                    | 3                     |
| 2015                  | Semifinales           | 4                     | 2                     | 0                     | 2                     | 9                     | 9                     |
| 2018                  | Campeón               | 4                     | 2                     | 1                     | 1                     | 5                     | 3                     |
| 2021                  | Fase de grupos        | 4                     | 2                     | 0                     | 2                     | 4                     | 4                     |
| 2023                  | Fase de grupos        | 3                     | 1                     | 0                     | 2                     | 3                     | 4                     |
| Total                 | 12/14                 | 50                    | 25                    | 11                    | 14                    | 97                    | 52                    |

### Copa Desafío de la AFC
| Copa Desafío de la AFC | Copa Desafío de la AFC | Copa Desafío de la AFC | Copa Desafío de la AFC | Copa Desafío de la AFC | Copa Desafío de la AFC | Copa Desafío de la AFC | Copa Desafío de la AFC |
| Año                    | Ronda                  | J                      | G                      | E                      | P                      | GF                     | GC                     |
| ---------------------- | ---------------------- | ---------------------- | ---------------------- | ---------------------- | ---------------------- | ---------------------- | ---------------------- |
| 2006                   | No participó           | No participó           | No participó           | No participó           | No participó           | No participó           | No participó           |
| 2008                   | No participó           | No participó           | No participó           | No participó           | No participó           | No participó           | No participó           |
| 2010                   | No clasificó           | No clasificó           | No clasificó           | No clasificó           | No clasificó           | No clasificó           | No clasificó           |
| 2012                   | Fase de grupos         | 3                      | 1                      | 0                      | 2                      | 2                      | 5                      |
| 2014                   | Tercer lugar           | 5                      | 1                      | 2                      | 2                      | 7                      | 7                      |
| Total                  | 2/5                    | 8                      | 2                      | 2                      | 4                      | 9                      | 12                     |

## Últimos partidos y próximos encuentros
Actualizado al último partido jugado el 10 de junio de 2025
| Fecha      | Ciudad   | Local          | Resultado | Visitante      | Competición                      |
| ---------- | -------- | -------------- | --------- | -------------- | -------------------------------- |
| 22-03-2024 | Roseau   | Dominica       | 2:3       | Maldivas       | Partido amistoso                 |
| 13-11-2024 | Daca     | Bangladés      | 0:1       | Maldivas       | Partido amistoso                 |
| 16-11-2024 | Daca     | Bangladés      | 2:1       | Maldivas       | Partido amistoso                 |
| 19-03-2025 | Shillong | India          | 3:0       | Maldivas       | Partido amistoso                 |
| 25-03-2025 | Tarlac   | Filipinas      | 4:1       | Maldivas       | Clasificación Copa Asiática 2027 |
| 05-06-2025 | Bishan   | Singapur       | 3:1       | Maldivas       | Partido amistoso                 |
| 10-06-2025 | Darwin   | Timor Oriental | 1:0       | Maldivas       | Clasificación Copa Asiática 2027 |
| 09-10-2025 | Dusambé  | Tayikistán     | -:-       | Maldivas       | Clasificación Copa Asiática 2027 |
| 14-10-2025 | Malé     | Maldivas       | -:-       | Tayikistán     | Clasificación Copa Asiática 2027 |
| 18-11-2025 | Malé     | Maldivas       | -:-       | Filipinas      | Clasificación Copa Asiática 2027 |
| 31-03-2026 | Malé     | Maldivas       | -:-       | Timor Oriental | Clasificación Copa Asiática 2027 |

## Récord ante otras selecciones
Actualizado al 10 de junio de 2025.
| Rival          | PJ  | PG | PE | PP  | GF  | GC  | GD   |
| -------------- | --- | -- | -- | --- | --- | --- | ---- |
| Afganistán     | 6   | 2  | 2  | 2   | 14  | 7   | +7   |
| Baréin         | 2   | 0  | 0  | 2   | 1   | 5   | −4   |
| Bangladés      | 20  | 7  | 6  | 7   | 27  | 30  | -3   |
| Birmania       | 4   | 0  | 0  | 4   | 4   | 12  | −8   |
| Bután          | 9   | 9  | 0  | 0   | 41  | 8   | +33  |
| Brunéi         | 2   | 1  | 1  | 0   | 4   | 1   | +3   |
| Camboya        | 4   | 3  | 1  | 0   | 14  | 3   | +11  |
| Camerún        | 1   | 0  | 0  | 1   | 1   | 3   | −2   |
| Catar          | 3   | 0  | 0  | 3   | 0   | 9   | −9   |
| China          | 6   | 0  | 0  | 6   | 1   | 28  | −27  |
| Comoras        | 4   | 0  | 2  | 2   | 5   | 9   | −4   |
| Corea del Sur  | 2   | 0  | 1  | 1   | 0   | 2   | −2   |
| Dominica       | 1   | 1  | 0  | 0   | 3   | 2   | +1   |
| Filipinas      | 7   | 1  | 2  | 4   | 8   | 14  | −6   |
| Guam           | 2   | 2  | 0  | 0   | 4   | 1   | +3   |
| Hong Kong      | 2   | 0  | 0  | 2   | 0   | 3   | −3   |
| India          | 18  | 3  | 2  | 13  | 14  | 39  | −25  |
| Indonesia      | 3   | 0  | 0  | 3   | 0   | 10  | −10  |
| Irán           | 6   | 0  | 0  | 6   | 0   | 42  | −42  |
| Kirguistán     | 4   | 2  | 0  | 2   | 4   | 10  | −6   |
| Laos           | 4   | 3  | 1  | 0   | 15  | 3   | +12  |
| Líbano         | 1   | 0  | 0  | 1   | 0   | 1   | -1   |
| Madagascar     | 1   | 0  | 0  | 1   | 0   | 4   | −4   |
| Malasia        | 5   | 1  | 0  | 4   | 1   | 11  | −10  |
| Mauricio       | 1   | 0  | 1  | 0   | 1   | 1   | 0    |
| Mayotte        | 2   | 0  | 0  | 2   | 2   | 6   | −4   |
| Mongolia       | 2   | 2  | 0  | 0   | 13  | 0   | +13  |
| Nepal          | 16  | 8  | 4  | 4   | 22  | 18  | +4   |
| Omán           | 9   | 0  | 1  | 8   | 3   | 26  | −23  |
| Pakistán       | 11  | 4  | 3  | 4   | 10  | 9   | +1   |
| Palestina      | 4   | 0  | 1  | 3   | 1   | 13  | −12  |
| Reunión        | 3   | 0  | 0  | 3   | 0   | 22  | −22  |
| Seychelles     | 8   | 3  | 1  | 4   | 10  | 21  | −11  |
| Singapur       | 8   | 0  | 0  | 8   | 7   | 26  | −19  |
| Sri Lanka      | 20  | 9  | 9  | 2   | 38  | 16  | +22  |
| Siria          | 7   | 1  | 0  | 6   | 4   | 39  | −35  |
| Tayikistán     | 3   | 0  | 1  | 2   | 0   | 5   | −5   |
| Tailandia      | 4   | 0  | 0  | 4   | 0   | 22  | −22  |
| Timor Oriental | 1   | 0  | 0  | 1   | 0   | 1   | −1   |
| Turkmenistán   | 2   | 0  | 0  | 2   | 2   | 6   | −4   |
| Uzbekistán     | 1   | 0  | 0  | 1   | 0   | 4   | −4   |
| Vietnam        | 2   | 1  | 0  | 1   | 3   | 4   | −1   |
| Yemen          | 4   | 1  | 0  | 3   | 2   | 7   | −5   |
| Total          | 219 | 62 | 38 | 119 | 273 | 496 | -223 |

## Palmarés
- Campeonato de la SAFF (2): 2008 y 2018.

## Jugadores

### Última convocatoria
| No. | Pos. | Jugador            | Fecha de nacimiento (edad)        | Apa. | Goles | Club           |
| --- | ---- | ------------------ | --------------------------------- | ---- | ----- | -------------- |
| 1   | POR  | Hussain Shareef    | 5 de septiembre de 1998 (26 años) | 1    | 0     | Maziya         |
| 18  | POR  | Mohamed Shafeeu    | 22 de julio de 1988 (36 años)     | 0    | 0     | Valencia       |
| 22  | POR  | Mohamed Faisal     | 4 de agosto de 1988 (36 años)     | 27   | 0     | Valencia       |
|     |      |                    |                                   |      |       |                |
| 2   | DEF  | Ali Samooh         | 5 de julio de 1996 (28 años)      | 23   | 1     | Maziya         |
| 3   | DEF  | Ahmed Numaan       | 10 de noviembre de 1992 (32 años) | 14   | 0     | Eagles         |
| 4   | DEF  | Hussain Sifaau     | 4 de febrero de 1996 (29 años)    | 16   | 1     | Eagles         |
| 14  | DEF  | Ali Shamal Abdulla | 21 de marzo de 1999 (26 años)     | 2    | 0     | United Victory |
| 15  | DEF  | Mohamed Saaif      | 17 de marzo de 1994 (31 años)     | 6    | 0     | Green Streets  |
| 19  | DEF  | Haisham Hassan     | 21 de julio de 1999 (25 años)     | 8    | 0     | Eagles         |
| 21  | DEF  | Mohamed Umair      | 3 de julio de 1988 (36 años)      | 64   | 8     | New Radiant    |
|     |      |                    |                                   |      |       |                |
| 5   | MED  | Mohamed Irufaan    | 24 de julio de 1994 (30 años)     | 10   | 0     | Maziya         |
| 6   | MED  | Imran Nasheed      | 14 de agosto de 1988 (36 años)    | 9    | 0     | Eagles         |
| 8   | MED  | Aisam Ibrahim      | 7 de mayo de 1997 (28 años)       | 8    | 0     | Maziya         |
| 10  | MED  | Hamza Mohamed      | 17 de febrero de 1995 (30 años)   | 44   | 2     | Maziya         |
| 13  | MED  | Akram Abdul Ghanee | 19 de marzo de 1987 (38 años)     | 70   | 2     | TC Sports Club |
| 16  | MED  | Mohamed Naim       | 7 de octubre de 1996 (28 años)    | 9    | 1     | Eagles         |
| 17  | MED  | Ibrahim Mahudhee   | 22 de agosto de 1993 (31 años)    | 17   | 2     | Maziya         |
| 23  | MED  | Hussain Nihan      | 7 de junio de 1992 (33 años)      | 14   | 0     | Maziya         |
|     |      |                    |                                   |      |       |                |
| 7   | DEL  | Ali Ashfaq         | 6 de septiembre de 1985 (39 años) | 81   | 53    | Valencia       |
| 9   | DEL  | Asadhulla Abdulla  | 19 de octubre de 1990 (34 años)   | 40   | 9     | Maziya         |
| 11  | DEL  | Ali Fasir          | 4 de septiembre de 1988 (36 años) | 60   | 12    | Valencia       |
| 12  | DEL  | Hassan Nazeem      | 24 de mayo de 2001 (24 años)      | 2    | 0     | Eagles         |
| 20  | DEL  | Ali Haisam         | 4 de abril de 1992 (33 años)      | 2    | 0     | United Victory |

## Entrenadores
- Aleksandr Bibichev (1983–1984)[3]
- Miklós Temesvári (1991–1993)
- Victor Stănculescu (1994–1995)
- Rómulo Cortez (1996–1997)
- Vyacheslav Solokho (1998–1999)
- Yordan Ivanov Stoikov (1999–2000)[4]
- Victor Stănculescu (2000)
- Jozef Jankech (2003)[5][6]
- Manuel Gomes (2004)
- Yordan Ivanov Stoikov (2005–2007)[4]
- Jozef Jankech (2008)[5][6]
- Mahmoud El-Gohary (2009–2010)
- Diego Andrés Cruciani (2010–2011)[7][8]
- István Urbányi (2011–2013)[9][10][11]
- Ali Nashid (2013–2014)
- Drago Mamić (2014)[12]
- Velizar Popov (2015)[13]
- Ismail Mahfooz (interino- 2015)[14]
- Ricki Herbert (2015–2016)[15][16]
- Ismail Mahfooz (interino- 2016)
- Darren Stewart (2016–2018)[17][18]
- Petar Šegrt (2018–2019)[19][20]
- Martin Koopman (2020–2021)[21][22]
- Ali Suzain (interino- 2021)[23]
- Francesco Moriero (2021–2023)[24]
- Ali Suzain (2023–presente)[2]

## Uniforme

#### Local
| 1998      | 2008      | 2009    | 2010 | 2011–2012 |
| 2013–2014 | 2014–2015 | 2015–16 | 2008 | 2016      |

#### Visita
| 1998 | 2008 | 2011–2012 | 2013–2014 | 2014–2015 |
| 2015 | 2016 |           |           |           |

#### Tercero
| 2013–2014 | 2014–2015 |